# Share Pedersen
Sharon "Share" Pedersen (atualmente), Sharon June Howe, (Glencoe, 21 de março de 1963) é uma musicista americana, baixista da banda de hard rock Vixen.

## Carreira musical
Share se juntou ao Vixen em 1987, substituindo Pia Maiocco e permaneceu com a banda até 1991. Depois de deixar o Vixen, ela formou o supergrupo Contraband, lançando apenas um álbum. Quando o Vixen se reuniu em 1997, ela não teve interesse em voltar, pois ela estava tocando na banda de seu marido, Bubble.
Em 1999, Share e seu marido, Bam Ross, co-escreveram as músicas no álbum de estréia de Jesse Camp, Jesse & The 8th Street Kidz.
Em 2003, ela continuou tocando na banda do marido Bam, The Dogs D'Amour, e abriu para Alice Cooper, em uma turnê europeia.
Em 2006, a Share tornou-se o anfitriã e co-produtora do podcasting Rock n Roll TV, um show on-line que apresenta bandas de punk/garage rock e notícias do mundo do rock.
Em 2010, ela tocou por uma noite apenas em uma banda de covers L.A. Nookie, com sua futura companhera do Vixen, Lorraine Lewis do Femme Fatale nos vocais, para apoiar Ratt na festa deste último para o lançamento do seu sétimo álbum Infestation. Como Share Pedersen, ela gravou com o baterista do Ratt na época Bobby Blotzer no álbum homônimo do Contraband.
Em 2012, a Share reuniu-se com a suas ex-companheiras de Vixen, Roxy Petrucci e Janet Gardner, juntamente com a Gina Stile, para formar uma nova banda originalmente conhecida como "VXN" e agora usando simplesmente seus nomes como o nome da banda de JanetShareRoxyGina (ou JSRG abreviado). A banda começou a realizar shows no final de 2012 e fez a turnê com o cruzeiro Monsters of Rock em 2013. No final de 2013, a JRSG mudou seu nome de volta para Vixen, de acordo com o desejo da criadora da banda e guitarrista Jan Kuehnemund, que não conseguiu fazer parte da reativação da banda, devido à sua batalha contra o câncer e a sua morte, em 10 de outubro de 2013.
Depois de tocar baixo com os Quireboys, durante o Monsters of Rock Cruise de 2014 (devido à ausência do baixista oficial da banda), ela foi convidada para tocar com o Down 'n' Outz de Joe Elliott, em sua turnê no Reino Unido em dezembro de 2014.
Share e a ex-colega de Vixen, Janet Gardner, nasceram no mesmo dia.

## Outras atividades
Além de sua carreira musical, Ross também é uma life coach, especializada em criação de confiança, com particular referência à auto-promoção via video, no programa Video Rockstar University e um curso motivacional, "MESH". Seus programas são predominantemente direcionados para empresárias autônomas.
Ela também publicou um livro de desenhos de tricô em quadrinho, Punk Knits, foi publicado pela Stewart, Tabori e Chang.

## Discografia

### Vixen
- 1988: Vixen
- 1990: Rev It Up

### Contraband
- 1991: Contraband